# Tylda
Tylda (łac. titulus, hiszp. tilde) – znak pisarski w formie wężyka ( ~ ), zwany również falą lub wężykiem. W średniowieczu pierwotnie zapisywano znak w formie wężyka nad literą poprzedzającą skrócony fragment wyrazu w celu zaznaczania abrewiacji. Później znak ten zyskał status znaku diakrytycznego umieszczanego nad spółgłoskami lub samogłoskami, by w końcu przekształcić się w samodzielny znak pisarski w formie wężyka ( ~ ).
Obecnie najczęściej spotykane są dwie formy tyldy:
| Nazwa       | Znak | Unicode | Kod HTML                        | Opis |
| ----------- | ---- | ------- | ------------------------------- | --- |
| tylda ascii | ~    | U+007E  | &#x7E; lub &#126;               | znak pisarski zwany asciitilde leżący w połowie wysokości pola znaku, na linii średniej/środkowej pisma.        |
| tylda górna | ˜    | U+02DC  | &tilde; lub &#x02DC; lub &#732; | znak diakrytyczny zwany tilde leżący w górnej połowie pola znaku, mniej więcej na linii wydłużeń górnych pisma. |

## Historia
Hiszpania – pierwotnie n z górna tyldą (ñ) było abrewiaturą „nn”, np. hiszpańskie słowo año (rok) pochodzi od łacińskiego ANNVS. W średniowiecznej Hiszpanii ten sposób abrewiacji nazwano tylda i stosowano do oznaczania nosowych spółgłosek (n lub m) tak jak np. tãtus dla tantus czy quã dla quam. Zapis ten obecnie służy do oznaczania spółgłoski nosowej podniebiennej [ɲ].
Portugalia – w języku portugalskim z tyldą górną zapisuje się samogłoski nosowe a i o (ã i õ).
Estonia – pierwszy raz znak diakrytyczny z tyldą górną zastosował w języku estońskim w roku 1818 Otto Wilhelm Masing. Był to znak õ (o z tyldą górną), zastosowany do rozróżnienia samogłoski półprzymkniętej tylnej niezaokrąglonej, która wtedy była zapisywana jako ö. Obecnie õ w Międzynarodowym Alfabecie Fonetycznym, to ɤ tzw. „rogi barana” (Unicode U+0264 LATIN SMALL LETTER RAMS HORN).

## Typografia
Skład ręczny i maszynowy
Znak tylda odlany był na czcionce lub wykonany w formie matrycy w dwóch wersjach:
- na firecie lub półfirecie z oczkiem w formie wężyka do oznaczania wyrazów w formie skróconej,
- odlewany wzdłuż na półfirecie do składu matematyki jako znak podobieństwa[3],
- jako znak diakrytyczny do oznaczania miękkich spółgłosek lub wymowy nosowej, np. ñ w języku hiszpańskim czy ã i õ w języku portugalskim[4].

Typografia cyfrowa
W większości czcionek znak tylda ascii jest projektowany zwykle nieco poniżej średniej linii pisma. Niektóre czcionki jak np. Sylfaen czy Microsoft Sans Serif mają ten znak zaprojektowany w formie tyldy górnej na wysokości innych akcentów dla minuskuły.
W składzie komputerowym z zakresu informatyki np. (kody źródłowe, URL itp.) stosuje się tyldę ascii. W składach technicznych, matematycznych, w leksykografii stosuje się zwykle wężyk lub tyldę operator, opcjonalnie tyldę ascii.
W składach językowych lub w zapisie Międzynarodowym alfabetem fonetycznym stosuje się tyldę górną dostawną lub tyldę górną, tyldę dolną dostawną i tyldę środkowa dostawną, które można dostawić do dowolnego znaku, tworząc znak diakrytyczny z tyldą. Więcej w sekcji fonetyka.

## Znaki podobne
Znaki podobne do tyldy w zapisie unikodowym:
| Znak | Unicode | Kod HTML                         | Nazwa unikodowa  | Nazwa polska         | Zastosowanie                                                                            |
| ---- | ------- | -------------------------------- | ---------------- | -------------------- | --------------------------------------------------------------------------------------- |
| ~    | U+007E  | &#x7E; lub &#126;                | TILDE            | tylda ascii          | w programowaniu, listingach, adresach URL                                               |
| ˜    | U+02DC  | &tilde; lub &#x02DC; lub &#732;  | SMALL TILDE      | tylda górna          | w składach językowych jako znak diakrytyczny                                            |
| ̃     | U+0303  | &#x0303; lub &#771;              | COMBINING TILDE  | tylda górna dostawna | w fonetyce jako dostawny znak diakrytyczny                                              |
| ∼    | U+223C  | &sim; lub &#x223C; lub &#8764;   | TILDE OPERATOR   | tylda operator       | w matematyce jako znak relacji równoważności, znak proporcjonalności, znak podobieństwa |
| ∿    | U+223F  | &#x223F; lub &#8767;             | SINE WAVE        | sinusoida            | w elektrotechnice jako symbol prądu przemiennego                                        |
| ⁓    | U+2053  | &#x2053; lub &#8275;             | SWUNG DASH       | wężyk                | w leksykografii jako znak powtórzenia                                                   |
| 〜   | U+301C  | &#x301C; lub &#12316;            | WAVE DASH        | fala                 | symbol CJK                                                                              |
| 〰   | U+3030  | &#x3030; lub &#12336;            | WAVY DASH        | kreska falista       | symbol CJK                                                                              |
| ～   | U+FF5E  | &#xFF5E; lub &#65374;            | FULL WIDTH TILDE | tylda na firecie     | symbol CJK                                                                              |
| ≈    | U+2248  | &asymp; lub &#x2248; lub &#8776; | ALMOST EQUAL TO  | tylda podwójna       | w matematyce                                                                            |
| ≋    | U+224B  | &#x224B; lub &#8779;             | TRIPLE TILDE     | tylda potrójna       | w matematyce                                                                            |

Podobnym znakiem jest również nieposiadająca punktu kodowego Unicode tylda wietnamska.

## Matematyka
W składzie komputerowym do zapisu matematyki powinno się stosować znak tylda operator (Unicode U+223C), choć nie jest to glif łatwo dostępny w fontach. Niektóre fonty stosowane do składu matematyki mają prawidłowo zaprojektowany glif tylda ascii (Unicode U+007E), który można stosować zamiast znaku tylda operator.
- W arytmetyce tylda oznacza wartość zaokrągloną lub przybliżoną, np. ~450 000 znaczy około 450 000.
- W matematyce służy do oznaczania relacji równoważności, jak też do oznaczania równości asymptotycznej dwóch funkcji np.: f(x) ~ g(x), tzn. limx→∞ f(x)/g(x) = 1.
- W statystyce i teorii probablistyki ~ oznacza „is distributed as” („jest zmienną o rozkładzie”). Zob. zmienne losowe.
- W geometrii tyldę operator stosuje się do oznaczania podobieństwa wielokątów. Np. trójkąty podobne oznaczamy: ΔABC ~ ΔA′B′C′, a czytamy: trójkąt ABC jest podobny do trójkąta A prim B prim C prim.
- W logice tyldę ascii lub tyldę operator stosuje się do oznaczania negacji (zaprzeczenia). W rachunku zdań negacja zapisywana jest jako np.: ¬p lub ~p. Tylda operator to symbol operacji jednoargumentowych w algebrze Boole’a.

## Informatyka i programowanie

### Zastosowanie tyldy
W językach programowania
- W C++, w klasie A funkcja o nazwie ~A oznacza destruktor.
- W C, C++, Javie, Perlu i wielu innych językach, których składnia oparta jest na C, ~ to operator negacji bitowej.
- W SML i Oz ~ oznacza negację liczby, np. ~4 oznacza -4. Jest tak po to, aby minus miał tylko jedno znaczenie: odejmowanie dwóch liczb.
- W niektórych językach (m.in. MATLAB lub Lua) wyrażenie 'x ~= y' oznacza „x nie jest równe y”.

W różnych programach i grach komputerowych
- W wielu grach komputerowych wciśnięcie z klawiatury tyldy powoduje wejście do konsoli, gdzie można wydawać różne polecenia z klawiatury (np. wybór poziomu trudności, dodawanie życia, broni, ustawianie stanu nieważkości, nieśmiertelność itd.).
- W programach firmy Adobe (np. Photoshop, Illustrator) znak tyldy umieszczony na początku nazwy pliku z pluginem (jak również na początku nazwy folderu) powoduje, że program podczas uruchamiania nie widzi tych plików (i nie uruchamia stosownych opcji w programie).

W systemach operacyjnych
- W systemach uniksowych większość shellów interpretuje napis poprzedzony tyldą jako nazwę katalogu domowego użytkownika, co jest również często wykorzystywane przez dostawców usług internetowych dla nazw domowych stron WWW użytkowników w domenie.
- W wielu systemach znak tyldy jest znakiem martwym, to znaczy naciśnięcie jego symbolu z klawiatury nic nie wyświetla na ekranie, a dopiero po wciśnięciu kolejnego klawisza pojawia się jakiś pojedynczy znak niedostępny z klawiatury głównej komputera, w ten sposób można np. stawiać polskie znaki diakrytyczne z pominięciem skrótu klawiaturowego z Alt-em.

W internecie
- Na różnych czatach tylda oznacza: „nick tymczasowy” (niezalogowany).
- Na serwerach IRC tylda przed nickiem oznacza, że dany użytkownik posiada na kanale rangę owner (właściciel).

### Dostępność znaków tyldy w systemach informatycznych
tylda ASCII
- W systemie operacyjnym Windows przy układzie klawiatury polskim programisty po naciśnięciu:

⇧ Shift+`.
- W starszych wersjach systemu Windows tylda służyła jako martwy klawisz i żeby wpisać po prostu tyldę, należało nacisnąć:

⇧ Shift+`+Spacja.
- W systemie operacyjnym Windows z klawiatury numerycznej po naciśnięciu:

Alt+0126
- W systemie operacyjnym Windows przy układzie klawiatury polskim maszynistki po naciśnięciu:

AltGr+2.
- W systemie operacyjnym Macintosh:

⇧ Shift+`+Spacja.
tylda górna
* Znak wpisywany kodem z klawiatury lub po wyszukaniu menadżerem znaków – znak o kodzie 0152 (Windows) lub 247 (Macintosh).

### TeX i LaTeX
W TeX i LaTeX można budować dowolne znaki z tyldą. Służą do tego dwa polecenia:
- w trybie tekstowym uzyskamy ã przy pomocy \~a,
- w trybie matematycznym przy budowaniu wzorów uzyskamy, przy wpisaniu polecenia \tilde a, następujący znak: {\displaystyle {\tilde {a}}.}

Dla tyldy jako znaku ASCII ~ należy użyć w LaTeX2e polecenia \textasciitilde. W plain TeX i LaTeX 2.09 trzeba zaś nieco okrężnie wpisać \~{}.

## Fonetyka
W Międzynarodowej transkrypcji fonetycznej IPA stosuje się trzy rodzaje tyld dostawnych:
| Znak | Unicode | Kod HTML            | Nazwa unikodowa         | Nazwa polska            | Zastosowanie                          |
| ---- | ------- | ------------------- | ----------------------- | ----------------------- | ------------------------------------- |
| ̃     | U+0303  | &#x0303; lub &#771; | COMBINING TILDE         | tylda górna dostawna    | IPA: nazalizacja (nosowość)           |
| ̰     | U+0330  | &#x0330; lub &#816; | COMBINING TILDE BELOW   | tylda dolna dostawna    | IPA: skrzypiąca dźwięczność           |
| ̴     | U+0334  | &#x2C; lub &#820;   | COMBINING TILDE OVERLAY | tylda środkowa dostawna | IPA: welaryzowane lub faryngalizowane |

oraz wspomnianą wyżej tyldę górną, którą można kernować i ustawiać jej położenie względem linii pisma ręcznie, jeśli nie dysponuje się fontem z tyldami dostawnymi.

## Leksykografia
W składzie komputerowym powinno się stosować wężyk (Unicode U+2053), choć nie jest to glif powszechny w każdym foncie. Dlatego niekiedy zamiennie stosuje się tyldę ascii.
W słownikach językowych znak wężyka stosuje się zamiast wyrazów hasłowych lub w zastępstwie rdzenia wyrazu hasłowego, aby nie powtarzać rdzenia wielokrotnie. W tym przypadku, jeśli wężyk zastępuje część wyrazu hasłowego, składamy go bez odstępu od pozostałego członu wyrazu. Na przykład:
cook vi gotować; [vegetable, meal] gotować się; there’s something ~ing na coś się zanosi,
do•ber•man, D. ~na, Ms. ~nie, lm M. ~ny.
Coraz częściej wężyk zastępuje się kropką środkową (U+00B7), co daje krótszy zapis np.
do•ber•man, D•na, Ms•nie, lm M•ny.
Jeśli wężyk zastępuje wyraz pominięty w wypowiedzeniu lub wyrażeniu składa się go ze spacjami z obu stron. Na przykład:
big duży, wysoki; a ~ reader zapalony czytelnik.

## Elektrotechnika
Jako symbol prądu przemiennego niekiedy stosuje się tyldę ascii, choć właściwie do tego celu w Unikodzie jest przygotowany alternatywny znak sinusoidy ∿ (Unicode U+223F).
Na przykład zapis: ~240 V lub ∿240 V czytaj: „Prąd przemienny o napięciu 240 woltów”.

## Systemy pisma CJK
W języku japońskim znak 〜 (波ダッシュ) nami dasshu (Unicode U+301C WAVE DASH) stosowany jest:
- do określania zakresu od… do… (5時〜6時, od godz. 5 do 6 ; 東京〜大阪, (z) Tokio do Osaki),
- do oddzielania tytułu od podtytułu, jeśli występują w jednym wierszu; w Polsce w tym wypadku stosujemy kropkę, w Wielkiej Brytanii dwukropek,
- do oznaczania podpisów: 〜概要〜,
- podwojony znak 〜 stosowany jest w zastępstwie nawiasów: 〜〜答え〜〜,
- do określenia pochodzenia: フランス〜 (z Francji),
- w miejsce chōon (ですよね〜 lub あ〜〜〜), wskazuje długą samogłoskę, określającą sarkazm lub zachwyt,
- do oznaczania sugestii, że muzyka wybrzmiewa: ♬ 〜,
- w zastępstwie linii, szlaczka: 〜〜〜〜〜 lub 〜・〜・〜.